# Diamonds for Breakfast
Diamonds for Breakfast é um filme de comédia de 1968 dirigido por Christopher Morahan e estrelado por Marcello Mastroianni e Rita Tushingham.

## Sinopse
Nobre russo exilado planeja roubar diamantes da famíla real da Rússia e contrata belas mulheres para a tarefa.

## Elenco
- Marcello Mastroianni - Grão-duque Nicholas Wladimirovitch Goduno
- Rita Tushingham - Bridget Rafferty
- Elaine Taylor - Victoria
- Margaret Blye - Honey
- Francesca Tu - Jeanne Silkingers
- The Karlins - Triplets
- Warren Mitchell - Popov
- Nora Nicholson - Anastasia Petrovna
- Bryan Pringle - Police Sergeant
- Leonard Rossiter - Inspetor Dudley
- Bill Fraser - Bookseller
- David Horne - Deque de Windemere
- Charles Lloyd Pack - Butler
- Anne Blake - Nashka